# رضا الریاحی
رضا الریاحی (انگلیسی: Reda Ereyahi؛ زادهٔ ۲۳ اکتبر ۱۹۷۲) بازیکن فوتبال اهل مراکش بود.
از باشگاه‌هایی که در آن بازی کرده‌است می‌توان به باشگاه فوتبال الشارجه، باشگاه فوتبال الظفره، و باشگاه فوتبال الرجا اشاره کرد.
وی همچنین در تیم ملی فوتبال مراکش بازی کرده‌است.